# Kolisnîkî, Lîpova Dolîna
Kolisnîkî (în ucraineană Колісники) este un sat în comuna Koleadîneț din raionul Lîpova Dolîna, regiunea Sumî, Ucraina.

## Demografie
Componența lingvistică a localității Kolisnîkî
     Ucraineană (100%)
Conform recensământului din 2001, toată populația localității Kolisnîkî era vorbitoare de ucraineană (100%).